# Zapasy na Letnich Igrzyskach Olimpijskich 1980
Zapasy na Letnich Igrzyskach Olimpijskich 1980 w Moskwie, odbyły się w dniach 20 - 31 lipca 1980. Zawodnicy walczyli w 20 kategoriach wagowych i 2 stylach zapaśniczych. Startowali tylko mężczyźni. W tabeli medalowej, po raz kolejny tryumfowali gospodarze, którzy zdobyli aż 12 złotych medali na 20 możliwych.

## Medaliści[2]

### Styl klasyczny
| Kat. wagowa |                      |                      |                   |
| ----------- | -------------------- | -------------------- | ----------------- |
| (- 48 kg)   | Żaksyłyk Üszkempyrow | Constantin Alexandru | Ferenc Seres      |
| (- 52 kg)   | Wachtang Blagidze    | Lajos Rácz           | Mładen Mładenow   |
| (- 57 kg)   | Szamil Serikow       | Józef Lipień         | Benni Ljungbeck   |
| (- 62 kg)   | Stelios Mijakis      | István Tóth          | Boris Kramarienko |
| (- 68 kg)   | Ștefan Rusu          | Andrzej Supron       | Lars-Erik Skiöld  |
| (- 74 kg)   | Ferenc Kocsis        | Anatolij Bykow       | Mikko Huhtala     |
| (- 82 kg)   | Giennadij Korban     | Jan Dołgowicz        | Paweł Pawłow      |
| (- 90 kg)   | Norbert Növényi      | Igor Kanygin         | Petre Dicu        |
| (- 100 kg)  | Georgi Rajkow        | Roman Bierła         | Vasile Andrei     |
| (+ 100 kg)  | Aleksandr Kołczinski | Aleksandyr Tomow     | Hasan Biszara     |

### Styl wolny
| Kat. wagowa |                        |                       |                          |
| ----------- | ---------------------- | --------------------- | ------------------------ |
| (- 48 kg)   | Claudio Pollio (ITA)   | Jang Se-hong          | Siergiej Korniłajew      |
| (- 52 kg)   | Anatolij Biełogłazow   | Władysław Stecyk      | Nermedin Selimow         |
| (- 57 kg)   | Siergiej Biełogłazow   | Li Ho-pyong           | Dugarsürengijn Ojuunbold |
| (- 62 kg)   | Magomied-Gasan Abuszew | Micho Dukow           | Jeorjos Chadziioanidis   |
| (- 68 kg)   | Sajpułła Absaidow      | Iwan Jankow           | Shaban Sejdiu            |
| (- 74 kg)   | Walentin Rajczew       | Dżamcyn Dawaadżaw     | Dan Karabin              |
| (- 82 kg)   | Ismaił Abiłow          | Magomiedchan Aracyłow | István Kovács            |
| (- 90 kg)   | Sanasar Oganisian      | Uwe Neupert           | Aleksander Cichoń        |
| (- 100 kg)  | Illa Mate              | Sławczo Czerwenkow    | Július Strnisko          |
| (+ 100 kg)  | Sosłan Andijew         | József Balla          | Adam Sandurski           |

## Tabela medalowa
| Poz. | Państwo        |    |   |   | Łącznie |
| ---- | -------------- | -- | - | - | ------- |
| 1    | ZSRR           | 12 | 3 | 2 | 17      |
| 2    | Bułgaria       | 3  | 4 | 3 | 10      |
| 3    | Węgry          | 2  | 3 | 2 | 7       |
| 4    | Rumunia        | 1  | 1 | 2 | 4       |
| 5    | Grecja         | 1  | 0 | 1 | 2       |
| 6    | Włochy         | 1  | 0 | 0 | 1       |
| 7    | Polska         | 0  | 5 | 2 | 7       |
| 8    | Korea Północna | 0  | 2 | 0 | 2       |
| 9    | Mongolia       | 0  | 1 | 1 | 2       |
| 10   | NRD            | 0  | 1 | 0 | 1       |
| 11   | Czechosłowacja | 0  | 0 | 2 | 2       |
| 11   | Szwecja        | 0  | 0 | 2 | 2       |
| 13   | Finlandia      | 0  | 0 | 1 | 1       |
| 13   | Liban          | 0  | 0 | 1 | 1       |
| 13   | Jugosławia     | 0  | 0 | 1 | 1       |